# Alwin Müller-Jerina
Alwin Müller-Jerina (* 19. Oktober 1952 in Andernach) ist ein deutscher Bibliothekar. Von 1997 bis 2018 leitete er die Stadtbibliothek Neuss.

## Leben und Wirken
Alwin Müller-Jerina studierte Germanistik und Geschichte; nach seinem Staatsexamen für den höheren Schuldienst 1979 promovierte er 1983 an der Universität zu Köln. Im Jahre 1984 trat er als Bibliotheksreferendar an der Universitäts- und Stadtbibliothek Köln in die Ausbildung für den höheren Bibliotheksdienst und legte 1986 an der Fachhochschule für Bibliotheks- und Dokumentationswesen in Köln die Fachprüfung hierfür ab. Von 1986 bis 1990 war er dann als wissenschaftlicher Angestellter an der Herzog-August-Bibliothek in Wolfenbüttel tätig, während dieser Zeit oblag ihm die Redaktion beim Regionalteil des "Handbuch der historischen Buchbestände in Deutschland" (herausgegeben von Bernhard Fabian und Paul Raabe). Von 1990 bis 1997 wirkte er an der Stadtbibliothek Bochum, zunächst als Abteilungsleiter, ab 1995 als stellvertretender Leiter dieser Bibliothek. 1997 wurde er Leiter der Stadtbibliothek Neuss und hatte dieses Amt bis zum Eintritt in den Ruhestand 2018 inne.
In seinen Veröffentlichungen beschäftigt sich Müller-Jerina vor allem mit dem jüdischen Leben im Raum Köln sowie jüdischen Bibliotheken und Bibliothekaren im Dritten Reich.

## Veröffentlichungen (Auswahl)
- "Solange die Juden nicht frei sind, sind wir selbst nicht frei". Die Diskussion um die Judenemanzipation auf den Rheinischen Provinziallandtagen und dem Ersten Vereinigten Preußischen Landtag. In: Geschichte in Köln, Bd. 17 (1985), S. 39–74.
- Die Geschichte der Juden in Köln von der Wiederzulassung 1798 bis um 1850. Ein Beitrag zur Sozialgeschichte einer Minderheit (= Kölner Schriften zur Geschichte und Kultur, Bd. 6). dme-Verlag, Köln 1986 (Dissertation Universität Köln).
- Germania Judaica. Kölner Bibliothek zur Geschichte des deutschen Judentums. Die Entwicklung und Bedeutung einer wissenschaftlichen Spezialbibliothek (= Kölner Arbeiten zum Bibliotheks- und Dokumentationswesen, Bd. 8). Greven, Köln 1986, ISBN 3-7743-0562-5.
- (mit Barbara Becker-Jakli): Juden in Deutz im Zeitalter der Emanzipation (1800–1870). In: Rechtsrheinisches Köln, Bd. 14 (1988), S. 35–54.
- (mit Reinhard Feldmann u. Klaus Heimann): Notizen zur Geschichte der Universitäts- und Stadtbibliothek Köln im 20. Jahrhundert. In: Geschichte in Köln, Bd. 23 (1988), S. 221–246.
- Adolf Kober (1879–1958). Versuch einer Bio-Bibliographie anläßlich seines 30. Todestages. In: Menora, Bd. 1 (1990), S. 278–296.
- Zwischen Ausgrenzung und Vernichtung, jüdische Bibliothekare im Dritten Reich. In: Peter Vodosek (Hrsg.): Bibliotheken während des Nationalsozialismus. Bd. 2 (= Wolfenbütteler Schriften zur Geschichte des Buchwesens, Bd. 16). Harrassowitz, Wiesbaden 1992, S. 227–242, ISBN 3-447-03308-8.
- Schicksale jüdischer VDB-Mitglieder im dritten Reich. In: Engelbert Plassmann/Ludger Syré (Hrsg.): Verein Deutscher Bibliothekare 1900–2000. Festschrift. Harrassowitz, Wiesbaden 2000, S. 101–120, ISBN 978-3-447-04247-5.
- Vom Qualitätsmanagement zur Zertifizierung. Maßnahmen zur Steigerung der Kundenzufriedenheit. In: Daniela Lülfing (Hrsg.): 95. Bibliothekartag in Dresden 2006. Netzwerk Bibliothek (= Zeitschrift für Bibliothekswesen und Bibliographie, Sonderbände, Bd. 92). Klostermann, Frankfurt/M. 2007, S. 204–215, ISBN 3-465-03524-0.
- Vernetzt! Lexikon zur Stadtbibliothek Neuss. Studio93, Neuss 2018, ISBN 978-3-936542-90-5.
- Hrsg.: Köln. Eine literarische Einladung. Klaus Wagenbach, Berlin 2025, ISBN 978-3-8031-1386-3.